# Yuma Territorial Prison State Historic Park

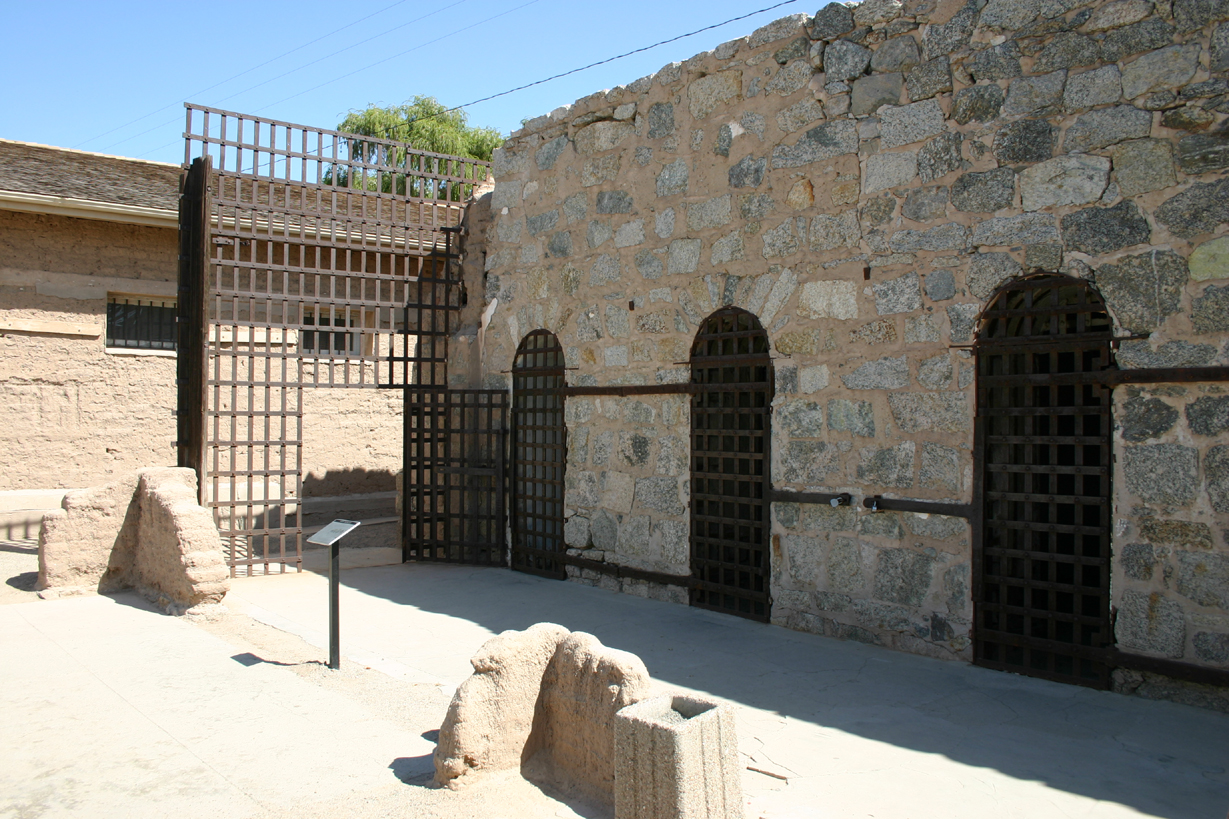
Der Zellenblock

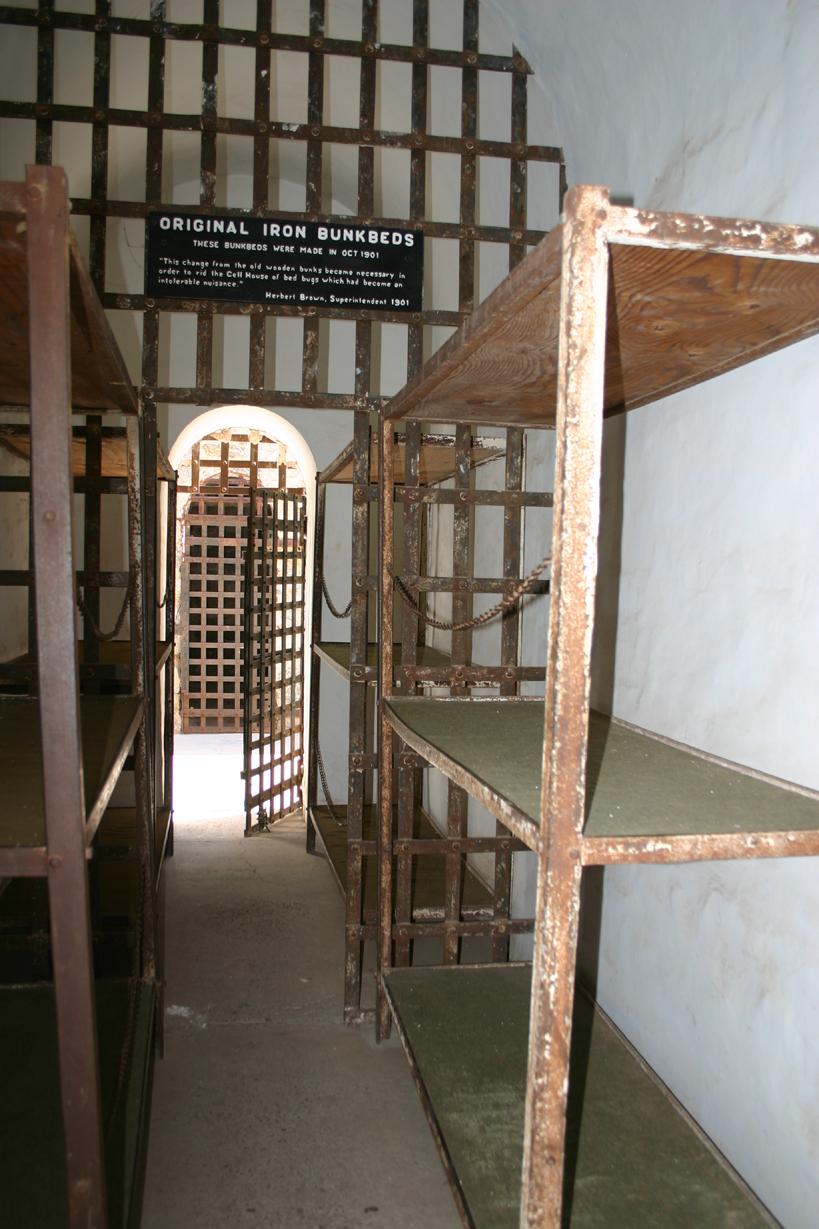
Zelle

In dem Gebiet des Yuma Territorial Prison State Parks befinden sich die Ruinen des Yuma Territorial Prison, einem Gefängnis bei der Stadt Yuma, Arizona. Heute existieren noch der Wachturm, das Haupttor und der ehemalige Zellenblock. Dennoch stellen diese Überbleibsel eine bedeutende Epoche des US-amerikanischen Justizvollzugs dar.
Die Gedenkstätte ist als Arizona State Park ausgewiesen und im Besitz des Staates. Aufgrund dessen Geldmangels wurde sie ab 2010 für drei Jahre durch die Stadtverwaltung von Yuma betrieben.

## Lage
Das Gefängnis liegt am Steilufer des Colorados, an der Stadt Yuma im US-Bundesstaat Arizona. Drei Meilen östlich treffen sich der Colorado River und der Gila River. Durch seine erhöhte Lage war der Standpunkt schon früh bebaut, von hier aus ließ sich die Umgebung gut überblicken und so kontrollieren.

## Geschichte

### Vor dem Gefängnis
Fernando de Alarcon erwähnte diesen besonders gelegenen Ort im Jahre 1540 als erster, er begleitete Coronado auf seiner Suche nach den Sieben Städten von Cibola. Ein Pater Kino entdeckte die herausragende Position im Jahre 1683, worauf ein Pater Graces hier eine Mission gründete. Er wurde im Jahre 1781 dort von Indianern getötet. Ab 1849 erfuhr Yuma immer mehr Zulauf durch Durchreisende, da sie die ortsansässige Fähre über den Colorado auf ihrem Weg zu den Goldadern Kaliforniens nutzten. 1850 wurde ein Militärposten in Yuma gegründet, und als 1858 Gold im Colorado entdeckt wurde, wuchs die Einwohnerzahl Yumas enorm an. So wurde Yuma 1871 zum Sitz des Yuma County.

### Bau und Betrieb des Gefängnisses
Im Jahre 1875 sahen die Gesetzgeber ein, dass der County ein eigenes Gefängnis benötigte. So wurde für dieses Projekt eine Summe von 25.000 $ vorgesehen. Am 28. April 1876 begannen die Arbeiten. Hierzu wurden auch Gefangene herangezogen, so dass diese teilweise ihre späteren Zellen selbst bauten. Die ersten sieben Gefangenen wurden hier am 1. Juli 1876 inhaftiert. Im Laufe der Zeit waren dort viele Gesetzlose inhaftiert, unter anderem die berühmte Postkutschenräuberin Pearl Hart. Das Gefängnis war 33 Jahre lang im Betrieb, bis es im Jahre 1909 wegen Überfüllung geschlossen wurde.

### Nach dem Gefängnisbetrieb
Im Jahre 1910 brannte die Yuma High School ab. Der Schulbetrieb fand bis 1914 in den Räumlichkeiten der Wachgebäude statt. In dieser Zeit wurden die Schulmannschaften bei Auswärtsspielen nur Die Verbrecher genannt. Von 1914 bis 1923 nutzte das County-Krankenhaus die Räume für seine Zwecke. In den 1920er und 30er Jahren wurden die Zellen als Unterkünfte von Landstreichern und für durch die Weltwirtschaftskrise heimatlos gewordene Familien benutzt. Im Jahre 1924 riss die Southern Pacific Railroad das westliche Drittel des Hügels ab, um eine neue Trasse zu verlegen, die dort auch heute noch liegt. Ein Verein von Kriegsveteranen pachtete die Wachgebäude für seine Zwecke bis 1960.

### Der Weg zumState Historic Park
In den 1930er Jahren wurde zum ersten Mal überlegt, die alten Gebäude für die Nachwelt zu bewahren und ab 1939 begannen die Einwohner Yumas Geld für die Renovierung des Wachturms und die Einrichtung eines Museums zu sammeln. Das Museum wurde von der Stadt Yuma bis 1960 unterhalten. Am 11. August 1957 tagte der Staatspark-Ausschuss von Arizona, um den neuen Senator Harold Giss einzuführen, der sich als großer Freund des Ausschusses und Arizonas herausstellte. Da die Tagung in Yuma stattfand, spielte man zu dem Zeitpunkt schon mit dem Gedanken, aus dem Gefängnis einen State Historic Park zu bilden. Charles Reitz, Vorstandsmitglied im Ausschuss und Chef der Parkanlagen von Yuma, verteilte entsprechende Informationsmaterialien an alle Beteiligten. Mitglieder der Stadtverwaltung von Yuma führten den Ausschuss durch das Gefängnis und die Aufseherin im Museum, Clarisa Windsor, erklärte die Geschichte der Anlage.
Die Bürger und der Stadtrat von Yuma unterstützten dieses Vorhaben so gut sie konnten und am 24. Januar 1958 beschloss der Ausschuss sich der Probleme anzunehmen, so dass der Bildung des State Historic Park Tür und Tor offen stand. Am 6. Februar 1958 wurde die Gründung des Yuma Territorial Prison State Historic Park beschlossen, das Gelände wurde wegen Eigentümerdifferenzen aber erst am 4. Oktober 1960 für einen Dollar an den Ausschuss verkauft. Das Publikum erhielt am 1. Januar 1961 Zugang und die ehemalige Museumsleiterin Clarisa Windsor wurde die erste Parkleiterin.

## Leben im Gefängnis
In den 33 Jahren Gefängnisbetrieb waren insgesamt 3069 Gefangene, inkl. 29 Frauen, im Yuma Territorial Prison eingesperrt. Entgegen seinem dunklen Ruf wurde das Gefängnis human verwaltet und war eine Mustereinrichtung seiner Zeit, was verschiedene erhaltene Schriftstücke beweisen. Dennoch gab es dunkle Zellen für Inhaftierte, die die Gefängnisregeln brachen. Außerdem gab es noch Kugeln an Ketten für Inhaftierte, die am Fluchtversuch gescheitert waren.
In ihrer Freizeit beschäftigten sich die Gefangenen handwerklich, die Erzeugnisse wurden sonntags nach dem Gottesdienst auf dem öffentlichen Basar im Gefängnis verkauft. Die Gefangenen wurden regelmäßig medizinisch überwacht und hatten immer Zugang zu einem guten Krankenhaus. Viele Gefangene lernten hier während ihrer Haft lesen und schreiben. Es gab eine Bibliothek und die Besuchsgebühr von Besuchern wurde zur Anschaffung neuer Bücher verwendet.
Eines der ersten Elektrizitätswerke im Westen versorgte das Gefängnis mit elektrischem Licht und betrieb eine Lüftungsanlage im Zellenblock.

## Sonstiges
In mehreren Bänden der Comicreihe „Lucky Luke“ taucht das Yuma Territorial Prison auf. Allerdings wird es dort stark verändert und ähnlich einer mittelalterlichen Festung dargestellt, wie es typisch bei Lucky-Luke-Comics ist.
Die Handlung des Western Geraubtes Gold beginnt im Yuma Territorial Prison und die beiden Hauptcharaktere werden wenig später aus ebendiesem Gefängnis entlassen.
In den Filmen Zähl bis drei und bete und der Neuverfilmung Todeszug nach Yuma soll der Gegenspieler des Helden nach Yuma gebracht werden.
Südlich von Yuma, in der Nähe der mexikanischen Grenze befindet sich heute das ASPC (Arizona State Prison Complex). Ein staatliches Gefängnis, das die Tradition Yumas als Standort für Gefängnisse fortsetzte.
Der Western Hölle der Gefangenen spielt fast vollständig im Yuma Territorial Prison.